# Logorun
Logorun (italsky Lucorano) je malý neobydlený ostrov v Jaderském moři. Je součástí Chorvatska, leží v Šibenicko-kninské župě a je součástí Šibenického souostroví. Ostrov je trvale opuštěný, je navštěvován pouze během turistické sezóny z letovisek Tribunj a Vodice. Jeho rozloha je 0,39 km². Je podlouhlý a úzký; délka dosahuje 1,76 km, šířka se v jednotlivých místech ostrova pohybuje mezi 100 a 400 metry.
Ostrov Logorun se nachází asi 200 m od pobřeží a naproti jeho severozápadní části se nachází marina a přístav v Tribunji. Nejbližšími většími ostrovy jsou Prvić a Tijat. Od sousedícího ostrůvku Lukovnik je na severozápadě oddělen 40 m dlouhým průlivem.
Na ostrově se nachází rezervace pro ochranu oslů domácích, která zde vznikla v roce 2002.